# Benjamin McNair
Benjamin John McNair es un actor australiano, más conocido por interpretar a Malcolm Kennedy en la serie Neighbours.

## Biografía
Estudió en el "Australian Theatre for Young People".

## Carrera
El 3 de octubre de 1994 se unió al elenco principal de la serie australiana Neighbours donde interpretó a Malcolm "Mal" Kennedy, el hijo de Susan y Karl Kennedy hasta el 5 de febrero de 1997 luego de que su personaje decidiera irse de viaje por Europa, Benjamin regresó a la serie como invitado en el 2002, 2004, 2005 y nuevamente el 18 de julio de 2011 luego de que su personaje regresara a Erinsborough para visitar a sus padres hasta el 8 de diciembre del mismo año después de que su personaje decidiera regresar a Londres. En marzo del 2014 se anunció que Ben aparecería de nuevo en la serie como invitado.
En el 2001 interpretó a Joseph en la serie The Secret Life of Us, Benjamin interpretó de nuevo a Joseph pero ahora en la película con el mismo nombre "The Secret Life of Us".
En el 2000 apareció por primera vez en la serie policíaca Blue Heelers donde interpretó a Craig Simpson en el episodio "Fair Go", un año después volvió a aparecer en la serie ahora interpretando a Clint Billings durante el episodio "A Safe Bet", su última aparición en la serie fue en el 2005 donde dio vida a Aaron Bridges en dos episodios.

## Filmografía
Series de televisión
| Año                                              | Serie                 | Personaje       | Notas                           |
| ------------------------------------------------ | --------------------- | --------------- | ------------------------------- |
| 1994-1997, 2002, 2004, 2005, 2011, 2014-presente | Neighbours            | Malcolm Kennedy | 241 episodios                   |
| 2010                                             | Sea Patrol            | Richard Logan   | Episodio Big Fish               |
| 2008                                             | McLeod's Daughters    | Tim Dolan       | Episodio The Pitfalls of Love   |
| 2007                                             | Satisfaction          | Truckie         | Episodio Running Girl           |
| 2005                                             | Blue Heelers          | Aaron Bridges   | 2 episodios                     |
| 2005                                             | Last Man Standing     | Enfermero Derek | Episodio # 1.13                 |
| 2004                                             | Wicked Science        | Earl Hanley     | Episodio Weird Date             |
| 2004                                             | Stingers              | David Hartley   | Episodio Hammer Horror          |
| 2002                                             | Marshall Law          | Tarpey          | Episodio The Real Thing         |
| 2001                                             | The Secret Life of Us | Joseph          | 5 episodios                     |
| 2000                                             | Something in the Air  | Ron Thomas      | 2 episodios                     |
| 1999                                             | All Saints            | Greg Morris     | Episodio The Longest Day        |
| 1992                                             | G.P.                  | Morgan          | Episodio A Question of Survival |

Películas
| Año  | Título                | Personaje | Notas |
| ---- | --------------------- | --------- | --- |
| 2005 | The Umbrella Men      | Tommy     | Corto. Junto a Damian Walshe-Howling                                                                                  |
| 2001 | The Secret Life of Us | Joseph    | Junto a Claudia Karvan, Deborah Mailman, Samuel Johnson, Abi Tucker, Joel Edgerton, Sibylla Budd y Damian de Montemas |

Equipo misceláneo
| Año  | Título        | Notas                |
| ---- | ------------- | -------------------- |
| 2005 | The Hard Word | Asistente de cáterin |